# Alkmaión
Alkmaión (řecky Ἀλκμαίων; latinsky Alcmaeon) je postava z řecké mytologie. Byl synem válečníka a věštce Amfiaráa a jeho manželky Erifýlé, sestry argejského krále Adrásta.
Jeho otec byl jedním z vojevůdců armád ve válce Sedmi proti Thébám. Protože věděl z věštby, že ze sedmi vůdců jich šest přijde ve válce o život a věděl také, že ani bohové válce o Théby nepřejí, váhal a odmítal do války odejít. Nakonec odešel na přání a z rozhodnutí své manželky Erifýlé a věděl, že ji přesvědčil velký a vzácný dar od Polyneika. Daroval jí totiž náhrdelník, dar bohyně Afrodíté pramáti rodu Harmonii. Amfiaráos do války odešel, avšak dal slib svému otci, že vrátí-li se z války, pomstí otcovu smrt.
Válka Sedmi proti Thébám skončila porážkou argejských a jejich spojenců, město se ubránilo. Z vojevůdců se vrátil živý jediný král Adrástos.
Po deseti letech se potomci padlých opět spojili a vytáhli znovu proti Thébám ve válce Epigonů. Přidali se i synové Amfiaráa – Alkmaión a Amfilochos, kteří však dlouho váhali, zda válka má naději na úspěch. Nakonec se opakovala stará historie: Polyneikův syn Thersandros se dozvěděl o úplatku, který Erifýlé přijala od jeho otce a pokusil se o totéž: Erifýle nabídl další vzácnost po Harmonii – kouzelný šat či plášť. A hamižná a prodejná matka Erifýlé přijala a své syny poslala do války, z níž se nemuseli vrátit živí.
Všech devět Epigonů vyrazilo s armádami proti Thébám a tentokrát město dobyli a jeho hradby pobořili. Naživu zůstali tentokrát všichni, až na Aigialea, syna Adrástova. Když oba bratři dorazili do Argu, dozvěděli se, že matka je prodala stejně jako jejich otce, požádali o věštbu, zjistili, že stanovisko bohů je, že Erifýlé si zaslouží smrt. Poté ji Alkmaión (možná sám, možná i s bratrem) zabil. Matka je z posledních sil ještě stačila proklít se slovy: „Země Řecka a Asie a celého světa, odpírejte přístřeší mým synům!“
Po matkovraždě se na Alkmaióna vrhly Erínye, bohyně pomsty, a dohnaly ho až k šílenství. Opustil rodnou zemi a odešel pro očištění ke králi Fégeovi, který mu dal svou dceru Arsinoé za ženu. Alkmaión jí daroval vzácné památky – náhrdelník i šaty, ale Erínye ho nepustily a sužovaly celou zemi. Z Delf se poté dozvěděl, že má putovat dál, obrátil se pak na říčního boha Achelóa k dalšímu očištění. Alkmaión si vzal jeho dceru Kallirhoé a s ní po nějakou dobu žil v pokoji. Po čase však tato manželka naléhala, aby jí daroval náhrdelník a šat. Alkmaión se vypravil k Arsinoé, o druhém manželství se ani nezmínil a chtěl po ní ty vzácnosti, aby se zbavil Erínyí. Král Fégeus se však všechno dozvěděl a nechal zetě zavraždit.
Arsinoé netušila pravý důvod, vyčítala otci a bratrům, že je z ní teď vdova a přála jim smrt. Její otec Fégeus ji nechal zamknout do truhlice a poslal ji jako otrokyni králi v Nemei. Navíc synům poručil, aby vzácný náhrdelník a šat dali bohu Apollónovi, aby již věci nemohly nikomu přinést zkázu. To vše se doneslo druhé manželce Kallirhoé, která si vymodlila, aby její malincí synové Akarnán a Amfoteros rychle vyrostli v dospělé muže a pomstili vraždu svého otce. To se také stalo, druzí synové Fégea i jeho syny zavraždili.
Prokleté dary – náhrdelník a šat – prý byly ještě dlouhá léta ukazovány v Delfách.